# Sven Renström

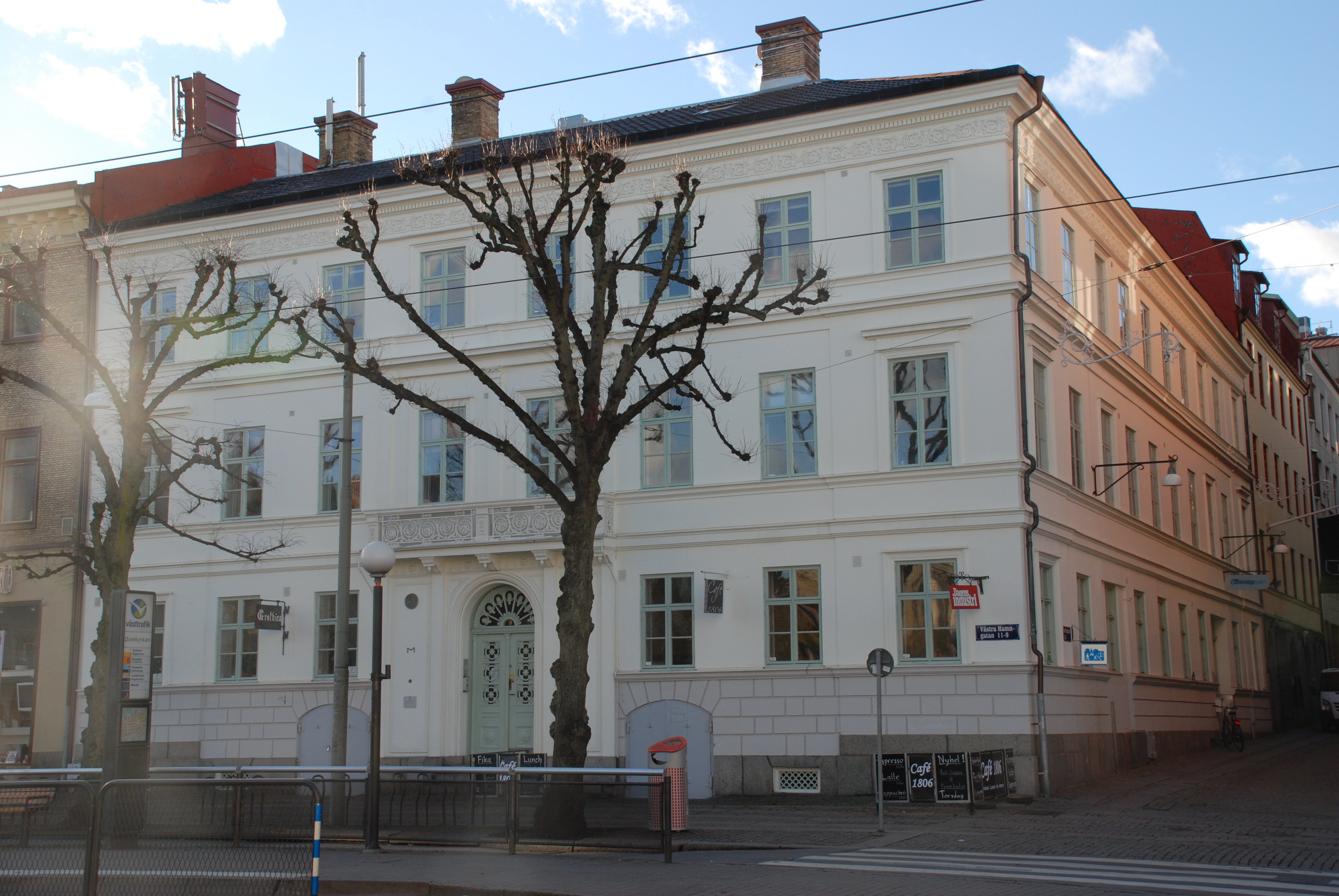
Renströmska huset i hörnet av Västra Hamngatan/Kyrkogatan.

Sven Renström, född 4 februari 1793 på säteriet Uggleberg i Huggenäs socken, Värmlands län, död 26 juni 1869 i Göteborg, var en svensk affärsman, kommun- och riksdagspolitiker samt donator.

## Biografi
Sven Renström var näst äldst i en barnaskara av sju och son till lantbrukaren Anders Renström och Elisabeth Rudberg; fadern var inspektor hos kapten Jacop Adolph Fleetwood på Ugglebergs säteri. Släktnamnet hade samband med orten Rensta i Boda socken, där Sven Renströms farfars far föddes.
Samma år som Sven Renström föddes flyttade familjen till Strömsbergs säteri i Tösse socken i Dalsland. Renström fick efter undervisning i hemmet av informatorer och i privatskola anställning vid 15 års ålder hos brukspatronen Leonard Magnus Uggla vid Svaneholms bruk som kolskrivare och bokhållare 1809–14. Sedan blev han kontorist hos grosshandlare Carl Fredrik Waern i Göteborg 1813–14 och därefter 1814–15 kontorist hos grosshandlare J. F. von Proschwitz. Han grundade och innehade den egna handelsfirma i trä- och järnexportbranschen Sven Renström 1815–50, som främst var kommissionär för produkter från Svaneholms bruk. Renström fick burskap som handlande i Göteborg den 19 juli 1816.
Renström blev ledamot av Göteborgs handelssocietet den 1 maj 1815 och av dess styrelse 1828. Han var ledamot av direktionen för Göteborgs barnhus 1829–39, av styrelsen för fattigförsörjningen 1829–39, av drätselkommissionen 1843–63, av drätselkammaren 1864–68, av styrelsen för Göteborgs museum 1864–69, av Chalmerska slöjdskolans direktion 1842–69 med flera uppdrag.
Åren 1851–69 var Renström delägare i firman Swen Renström & Co, tillsammans med sin kontorschef, grosshandlare Peter Hammarberg (1814–1888) som blev Renströms kompanjon redan 1843. År 1869 blev James Leffler (1838–1893) delägare i firman (utträdde 1880) och 1872 en släkting till Hammarberg, George Barclay (utträdde 1 juli 1887) samt James Hammarberg, son till Peter Hammarberg. Firman upphörde först 31 december 1909.
Renström intresserade sig för Göteborgs kommunala liv. Han tillhörde Borgerskapets äldste 1832–40 och stadsfullmäktige från 1863 till sin död. Renström var även riksdagsman, han representerade Göteborg i borgarståndet vid riksdagarna 1856–58, 1859–60 och 1862–63. I riksdagen var han ledamot av bevillingsutskottet, och han kämpade även för borttagandet av maximeringen för låneräntan. Till sista ståndsriksdagen 1865 undanbad han sig återval.
Den ogifte Renström hade genom sin firma
| ”                     | genom omtanke, flit och arbetsamhet lyckats förvärva en nog så betydlig förmögenhet, som därest en längre livstid mig förunnas och vidriga förhållanden icke inträffa, än ytterligare kan ökas... | „ |
| – Ur testementet 1867 | |   |

Vid hans död uppgick tillgångarna till 2 871 128 kronor, varav 1,5 miljoner skulle tillfalla Göteborgs stad, och av dessa skulle 1 miljon kronor bilda den Renströmska fonden – summan motsvarade ungefär stadens samlade utgifter 1868. Sven Renström är alltså mest känd för sina donationer. Efter den första utdelningen ur fonden 7 december 1871 med 569 300 kronor, erhöll flera kommunala institutioner anslag. Bland annat utdelades 150 000 kronor till uppförandet av ett badhus, där "både så kallade ryska och finska bad samt medicinska bad skulle serveras". Även tvättinrättning skull inrymmas i huset. Beslut i stadsfullmäktige togs med rösterna 35 mot 18. Detta blev Hagabadet vid Södra Allégatan 3 i Haga, som togs i bruk 9 december 1876 till en slutkostnad på över 250 000 kronor. Hagabadet brann ner på sommaren 1903, och återinvigdes först 1906. Renströmska badet i Haga fick sitt vatten från ett eget vattentorn vid Västra Skansgatan, en bit upp på Skansberget. Ytterligare tre Renströmska badanstalter uppfördes: vid Karl Johansgatan 12 i Majorna, vilket öppnades 1 juni 1892, Olskroksbadet vid Gullbergsgatan i Olskroken, öppnat 1 september 1910, och Lundbybadet vid Herkulesgatan i Lundby som öppnades 14 december 1915. Renströmska sjukhuset var ett sanatorium med 190 vårdplatser invigt i april 1913 i stadsdelen Kålltorp i östra Göteborg. 
Sven Renströms minnesvård återfinns vid Östra kyrkogården, Göteborg med inskriptionen: "Åt minnet af samhällets välgörare egnades denna vård af Göteborgs stad". Det var professor Fredrik Wilhelm Scholander som utarbetade minnesvården, en profilbild i brons av konstnären J E Ericsson. År 1905 fick han en minnessten upprest i Slottsskogen. Han har även fått en gata uppkallad efter sig, Renströmsgatan i stadsdelen Lorensberg 1949.
Det så kallade Renströmska huset ligger vid Västra Hamngatan 9/Kyrkogatan 13 i Göteborg, Sven Renström blev ensam ägare till detta 1846 och hade både kontor och bostad här.
I en biografisk artikel skriver Göteborgshistorikern C R A Fredberg om Sven Renströms sociala patos:

"'Det var en stor tanke, som hägrade för hans syn, och det var väl för dennas förverkligande han i synnerhet under senare skedet af sitt lif oavbrutet sträfvade, arbetade, försakade. Att han tänkte högt om den stad, der han tillbringat största delen af sitt lif och förvärfvat sin rikedom, att han äfven ville dess framtida storhet, det länder honom städse till heder och skall stråla med oförglömlig glans i den lysande medborgarkrona, han förvärfvat. Den som så förstått att fatta rikedomens höga förpligtelser skall alltid ha sin gifna plats bland samhällets medborgare".
Renström ägde en större brädgård vid den norra sidan av dåvarande Smala vägen (nuvarande Första Långgatan), nedanför Johannes Kyrkoberg i Masthugget.
Renström blev riddare av Nordstjärneorden 1858 och var sekreterare i Götiska Förbundet under många år.

## Testamentet

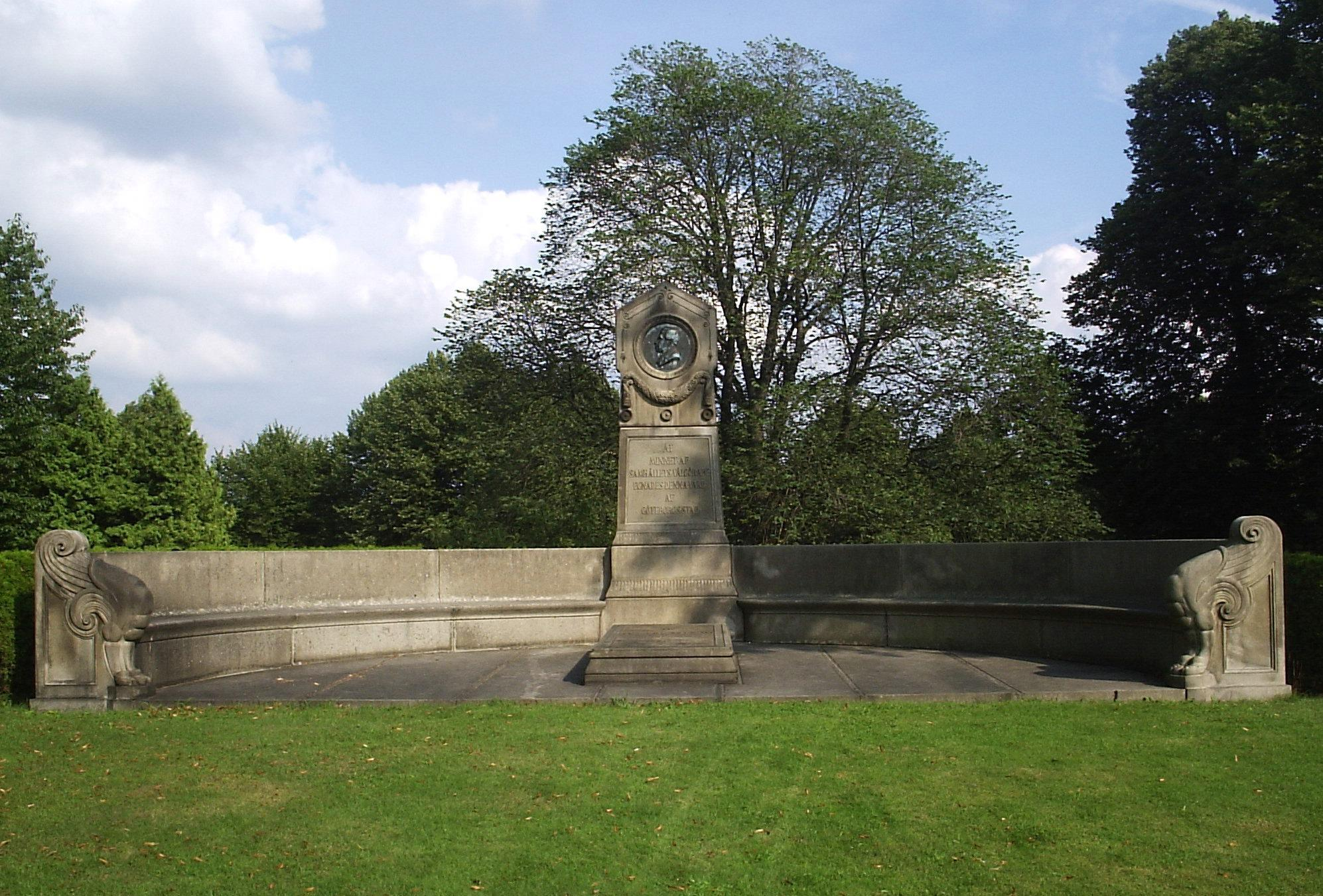
Sven Renströms grav på Östra kyrkogården i Göteborg.

Renströms testamenten daterades den 27 maj 1867 och 29 maj 1868, nedtecknade av Göteborgs stadsfullmäktiges sekreterare, vice häradshövdingen Carl Wilhelm Drakenberg (1829–1895). Sven Renström efterlämnade som närmaste släkting en bror, brukspatron A Renström på Kohlsäter.